# Économie de la Tchécoslovaquie
 (avril 2019).
Si vous disposez d'ouvrages ou d'articles de référence ou si vous connaissez des sites web de qualité traitant du thème abordé ici, merci de compléter l'article en donnant les références utiles à sa vérifiabilité et en les liant à la section « Notes et références ».
L'économie de la Tchécoslovaquie décrit la situation et l'évolution économique de la Tchécoslovaquie depuis la fondation de cet État, le 28 octobre 1918, jusqu'à la séparation à l'amiable de la République tchèque et de la Slovaquie, effective le 31 décembre 1992. 
La Bohème et la Moravie composent la partie la plus développée industriellement de la monarchie austro-hongroise, la partie slovaque, étant pour des raisons géographiques et historiques plus agraire. Après une première crise, la Première République tchécoslovaque connaît une période de boom économique, provoquée par l'introduction de réformes économiques appropriées et par l'apaisement de la situation politique étrangère. Le pays est durement touché par la crise économique mondiale de 1929. La baisse à long terme des exportations et l'énorme chômage d'environ 1 000 000 d'habitants ont fait que l'économie est tombée en dessous des niveaux d'avant-guerre. 
La prise du pouvoir par les communistes en 1948 a pour conséquence de placer le pays dans le cadre d'une économie planifiée socialiste. Le résultat à long terme est la rétrogradation du pays entre 1934 et 1990 du dixième rang du classement des pays les plus industriellement avancés du monde au quarantième rang.
La République socialiste tchécoslovaque, dans les années 1980, reste l'une des économies les plus industrialisées et les plus prospères du bloc de l'Est. Bien que le niveau de la consommation soit bien inférieur à celui de l'Europe occidentale, les habitants de la Tchécoslovaquie bénéficient d'un niveau de vie enviable par les ressortissants des autres pays du Comecon. Très dépendante du commerce international, la Tchécoslovaquie n'en est pas moins le pays du Comecon avec la dette extérieure la moins importante auprès des instances internationales et des pays occidentaux. Ceci représentera un avantage indéniable au moment de la transition vers une économie de marché.
L'économie n'est cependant pas dénuée de problèmes : les investissements dans l'industrie réalisés dans les années 1970 et 1980 n'ont pas donné les résultats escomptés ; l'intensité énergétique est trop élevée et la consommation de matières premières est trop importante aux yeux des responsables politiques qui réalisent que leur économie est trop lente à se moderniser.

Blason de la Tchécoslovaquie (1961-1989).

## Contexte
Au sein de l'économie de la monarchie austro-hongroise, les terres tchèques avaient une position économique forte dans le domaine de l'industrie et du commerce. Cette force s'explique, en partie, en raison de l'importante minorité de langue allemande qui a investi sur la base du développement technique et des possibilités naturelles de commerce vers la zone économique allemande, mais l'industrie tchèque s'est développée également. L'importance économique des terres tchèques au sein de la monarchie des Habsbourg a continué de croître au cours du XIXe siècle. Ainsi, dans les années 1890, les terres tchèques produisaient environ les deux tiers de toute la production industrielle de la monarchie autrichienne. Dans certains secteurs leur position était presque monopolistique (par exemple dans la production de porcelaine, les mines de charbon ou la production textile). Au premier plan, il y avait principalement la production industrielle, mais même pour ce qui est de la production agricole, les terres tchèques restaient le principal producteur de céréales (à l'exception du blé) de la monarchie.
Toutes les productions industrielles essentielles étaient présentes, en particulier l'industrie du génie chimique et électrique, la métallurgie avec la production d'acier inoxydable, la construction mécanique, les industries de l'armement et de l'automobile à Mladá Boleslav. L'économie tchèque bénéficiait également d'importantes matières premières locales, dont plusieurs bassins charbonniers. Le pays disposait, de surcroît, d'une infrastructure de transport dense.
Avant 1918, la Slovaquie s'est développée économiquement au sein de la partie hongroise de la monarchie. L'économie du pays se trouve depuis longtemps entre les mains de la noblesse agraire hongroise et de la bourgeoisie hongroise émergente. D'un point de vue général, la Slovaquie est restée un pays agraire jusqu'au début du XXe siècle, où la production industrielle était très inégalement répartie. L'industrie, en revanche, était concentrée dans le comté de Prešpur - aujourd'hui dans la région de Bratislava - et, quoique dans une moindre mesure, dans les comtés de Spišská, Zvolenská et Gemerská. Le développement des grandes propriétés a eu pour effet de concentrer la propriété foncière, d'augmenter le recrutement d'agriculteurs bon marché et de favoriser l'accumulation de capital. 70 % de la population slovaque travaillait alors sous contrat salarié dans de grandes propriétés.

## Première république

### Intermède démocratique: 1945-1948
L'économie tchécoslovaque sort de la Seconde Guerre mondiale relativement épargnée, les bombardements ayant été peu fréquents et peu destructeurs. La Tchécoslovaquie pendant la Seconde Guerre mondiale est sous la coupe réglée des Nazis qui ont confisqué les biens des ressortissants juifs et pris la direction des principales usines (en particulier les importantes usines d'armement de Škoda à Prague et à Plzeň). Après l'armistice, dans le cadre des décrets Beneš, le gouvernement nationalise les usines appartenant à la minorité allemande (qui possède environ 70 % du potentiel industriel du pays) et les terres des ordres religieux ainsi que de la noblesse austro-hongroise sont également nationalisées.
Le commerce extérieur reste libre et constitue une part importante de l'économie : la Tchécoslovaquie est un producteur important de machines-outils et l'Europe est en plein effort de reconstruction. La qualité des produits tchécoslovaques est reconnue. L'agriculture reste en mains privées. La population active, dans son ensemble, est éduquée et productive, et le management est compétent. Cette économie mixte, mêlant public et privé, fonctionne sans accroc majeur en 1947 et en 1948 avec un plan bisannuel ou les objectifs sont plus indicatifs qu'obligatoires. Le pays reçoit une aide considérable de l'Ouest via l'Organisation des Nations unies, alors que tout son commerce extérieur se fait avec ses voisins occidentaux. Jusqu'à ce que Joseph Staline y mette le holà en 1947, la Tchécoslovaquie compte participer au plan Marshall pour la reconstruction de l'Europe. En 1948, le produit national brut atteint les niveaux d'avant-guerre, l'agriculture étant un peu à la traîne et l'industrie ayant un peu dépassé ses niveaux antérieurs.

## Sous le régime communiste (1948-1989)

### Fonctionnement
Au milieu des années 1980, l'industrialisation du pays est très poussée, un fait que reflètent les statistiques officielles de 1985 concernant la production matérielle nette (la mesure officielle de la production totale).
La production matérielle nette par secteurs économiques :
- industrie : 59,7 % ;
- construction : 11,2 % ;
- agriculture et sylviculture : 7,5 % ;
- services : 21,6 % (comprenant, entre autres, les transports, la restauration et le commerce de détail).

En 1980, le secteur public (administrations, entreprises d'État et coopératives) emploie 99,8 % de la population active et génère 97,4 % du produit national.
L'économie tchécoslovaque diffère de l'économie de marché ou de l'économie mixte en ceci qu'elle suit une planification économique. Tout l'investissement — comme le montant de la production de chaque usine, les prix de vente et les salaires — est décidé ou approuvé centralement en suivant un plan quinquennal qui a force de loi.
En Tchécoslovaquie, comme dans la plupart des pays du bloc de l'Est, les structures politiques et économiques sont centralisées et inféodées à celles du parti communiste. Dans les faits, c'est le parti communiste tchécoslovaque qui impose la « ligne » directrice du plan. Contrairement à l'URSS, relativement agraire, disposant d'un vaste « marché » intérieur peu dépendant du commerce extérieur et de ressources naturelles étendues, la Tchécoslovaquie est un petit pays, industrialisé et dépendant de son commerce extérieur, qui se voit rapidement imposer les termes des échanges par cette puissance tutélaire après 1948.

#### Planification
Les différents ministères préparent les directives générales concernant le développement des secteurs économiques dont ils ont la charge. Ils les transmettent ensuite au Comité de la planification centrale, équivalent du Commissariat général du Plan français qui, à son tour, les agrège et prépare les objectifs économiques à long terme. Ce sont ces plans de développement globaux sur quinze ou vingt ans qui, saucissonnés en autant de plans quinquennaux, sont enfin répartis en budgets annuels qui spécifient, pour chaque unité de production (usine, coopérative agricole, mine, etc.) un quota de production à atteindre qui devient, à ce niveau, un impératif et perd son caractère de directive.
Avec la fédéralisation de la Tchécoslovaquie en 1969, la planification économique des républiques socialistes slovaque et tchèque est faite au niveau national par les Comités de la planification centrale slovaque ou tchèque et est agrégée par le Comité de la planification centrale, qui subsiste néanmoins et conserve la haute main sur le processus. 
C'est le Comité de la planification centrale qui convertit les directives en unités physiques de production, droits de tirage en devise pour les importations des secteurs clés de l'économie, pour les transmettre aux différents ministères chargés de leur application. Les ministères, pour leur part, répartissent ces objectifs annuels de production entre les différentes sociétés industrielles ou coopératives agricoles.
À leur tour, les sociétés industrielles et coopératives agricoles transforment ces objectifs en un budget qu'ils soumettent à leur autorité de tutelle détaillant leurs dépenses opérationnelles et les investissements nécessaires pour atteindre ces objectifs de production, les subventions nécessaires (appelées « impôt négatif ») si le prix fixé par le Plan ne permet pas de couvrir les frais de production, le plan de lancement des nouveaux produits ou de nouvelles technologies de production, etc. Ces informations sont réunies et remontent vers le Comité de planification centrale sous forme de plans opérationnels censés atteindre les objectifs centraux. Une fois validés, ces plans opérationnels prennent force de loi pour les différents ministères et les entreprises qui en dépendent.
Le système est, on s'en doute, excessivement bureaucratique et peu flexible. De la production au commerce de détail, une intégration verticale très poussée se met en place. Aussi, pour prendre un exemple parmi d'autres, ne trouve-t-on pas de papier toilette dans les drogueries, réservées aux produits chimiques, mais dans les papeteries qui dépendent de la filière papier…
Une normalisation très poussée, souvent kafkaïenne, est établie : taille standard des serviettes de toilette, poids standard du bifteck servi dans les restaurants, échelle des salaires en fonction des catégories socioprofessionnelles (où le travailleur manuel gagne plus que le col blanc). Tout fait l'objet d'une norme.

#### Évaluation des performances
L'évaluation de la performance des entreprises se fait de diverses manières. Les autorités planificatrices mettent en place un audit interne pour évaluer le taux de complétude du plan. Des contrôles additionnels en interne et en externe existent : il est du devoir de chaque membre du parti communiste tchécoslovaque et de chaque responsable syndical de s'assurer que l'entreprise dans laquelle il travaille atteint ses objectifs. Le ministère des finances dispose également de rapporteurs de la Cour des comptes pour en vérifier l'état d'avancement. De plus, la Banque nationale tchécoslovaque peut exercer le monitorage des entreprises par le biais de leurs comptes bancaires. Cependant, comme dans une économie de marché, c'est par un reporting mensuel, établi par les entreprises elles-mêmes, que l'information est établie en premier lieu.

#### Avantages et inconvénients
Les défenseurs d'une économie planifiée affirment qu'elle offre des avantages. Les autorités chargées de la planification centralisée peuvent décider de l'allocation des ressources sur un mode rationnel et fixer les objectifs stratégiques à long terme en équilibrant, via les prix fixés, la demande et l'offre, la consommation et la production. Les planificateurs de la Tchécoslovaquie d'après-guerre, par exemple, ont pu développer l'industrie lourde, qui forme la base de l'économie. La recherche et développement, elle aussi centralisée, peut être concentrée sur les secteurs vitaux. Les économies d'échelle réalisée, l'évitement de la perte inhérente aux efforts désordonnés des acteurs capitalistes individuels. Elle permet aussi le plein emploi.
Ces critiques soulignent cependant que ce système interfère avec l'efficience économique. L'un des problèmes est posé par les quotas de production : le planificateur base ses objectifs futurs sur des données passées. Les managers, pour leur part, sachant que les planificateurs se basent sur les résultats passés, tendent à sous-estimer ou maquiller le potentiel productif global de leur entreprise. Ils n'ont pas ou peu d'intérêt à dépasser les objectifs fixés, se contentant de remplir, sans plus et quand c'est possible, leur quota ; sachant cela, le planificateur impose des objectifs plus ambitieux ou irréalistes qui ont pour conséquence des performances peu glorieuses. La lourdeur bureaucratique du processus écarte l'introduction de nouvelles technologies qui seraient perturbantes tant pour le manager que pour le planificateur. La destruction créatrice du capitalisme dont parle Joseph Schumpeter, présupposant prise de risque et changement radical, est antinomique à la planification centralisée. Il en résulte, pour le consommateur final, un assortiment limité (une gamme peu fournie permet des économies d'échelle) de biens de mauvaise qualité (c'est la quantité globale de la production qui est mesurée par le planificateur, pas sa qualité).

## Évolution

### Mainmise communiste: 1948-1960
Quand le parti communiste prend le pouvoir lors du Coup de Prague, en février 1948, établissant le régime communiste tchécoslovaque il commence immédiatement par transformer l'économie du pays en une version miniature de celle de l'Union soviétique. Entre 1948 et 1952, le gouvernement a nationalisé presque tous les secteurs de l'économie et a remplacé la direction des usines par des personnes politiquement « fiables », dont certains sont peu qualifiés pour la tâche. L'économie planifiée est la règle pour toutes les entreprises de tous les secteurs d'activité.
Les objectifs du premier plan quinquennal (1949-53) reflètent le désir du gouvernement de développer la production de biens de consommation courante. Ces objectifs sont radicalement changés dès 1950, partiellement en réponse à la guerre de Corée, et se réorientent vers l'industrie lourde et la métallurgie. Le pays devient un fournisseur important d'armement et de machines-outils pour les autres pays communistes. Le commerce extérieur avec l'Ouest se réduit alors fortement (aussi en raison des barrières imposées par ces pays) : la part des pays de l'Est passe de 40 % en 1948 à 70 % dix ans plus tard. Les objectifs ambitieux du plan ne sont pas atteints, même si les investissements et la croissance sont alors élevés. À la fin de la période, des pressions inflationnistes sont apparues, nécessitant une réforme monétaire en 1953 qui dévalue la couronne tchécoslovaque et annihile l'épargne des personnes privées et provoqua une série de manifestations de colère.
Les années 1954 et 1955 sont couvertes par des plans annuels, changement qui s'explique par une réforme structurelle des membres du Comecon pour intégrer leurs économies, aligner leurs méthodes de planification et harmoniser les phases de leurs plans quinquennaux.
Le second plan quinquennal couvre les années 1956-60. Sur cette période, les investissements sont poursuivis et le produit national croit de 6,9 % par an. À la fin des années 1950, le Comité de la planification réalise cependant que le retour sur investissement a tendance à diminuer. En 1958 et en 1959, le gouvernement engage une série d'ajustements structurels mineurs dans le fonctionnement des entreprises (décentralisation partielle du processus de décision) et de la fixation des prix — la première des réformes économiques engagées. Le but n'est alors pas de changer le modèle soviétique, mais d'en optimiser à la marge le fonctionnement. Cette « réformette » n'apportant pas les fruits escomptés, et plutôt que d'en poursuivre les aspects « libéraux », les autorités communistes la suppriment intégralement et reviennent, en 1962, à la planification centralisée.

### Stagnation: années 1960
Durant les années 1960, la production industrielle stagne et le secteur agricole accuse un retard notoire après avoir été systématiquement en dessous des objectifs du plan dans la période précédente. Les objectifs fixés dans le cadre du troisième plan quinquennal (1961-65) se montrent rapidement irréalistes ou trop ambitieux, en particulier en ce qui concerne les objectifs fixés au commerce extérieur. Le plan quinquennal est abandonné après la récession de 1962 et est remplacé par des plans annuels qui couvrent le reste de la période. En 1965, le produit national brut est seulement de 1,9 % supérieur à son niveau de 1960, ce chiffre étant à comparer au taux de croissance annuel de 6,9 % entre 1956 et 1960. 

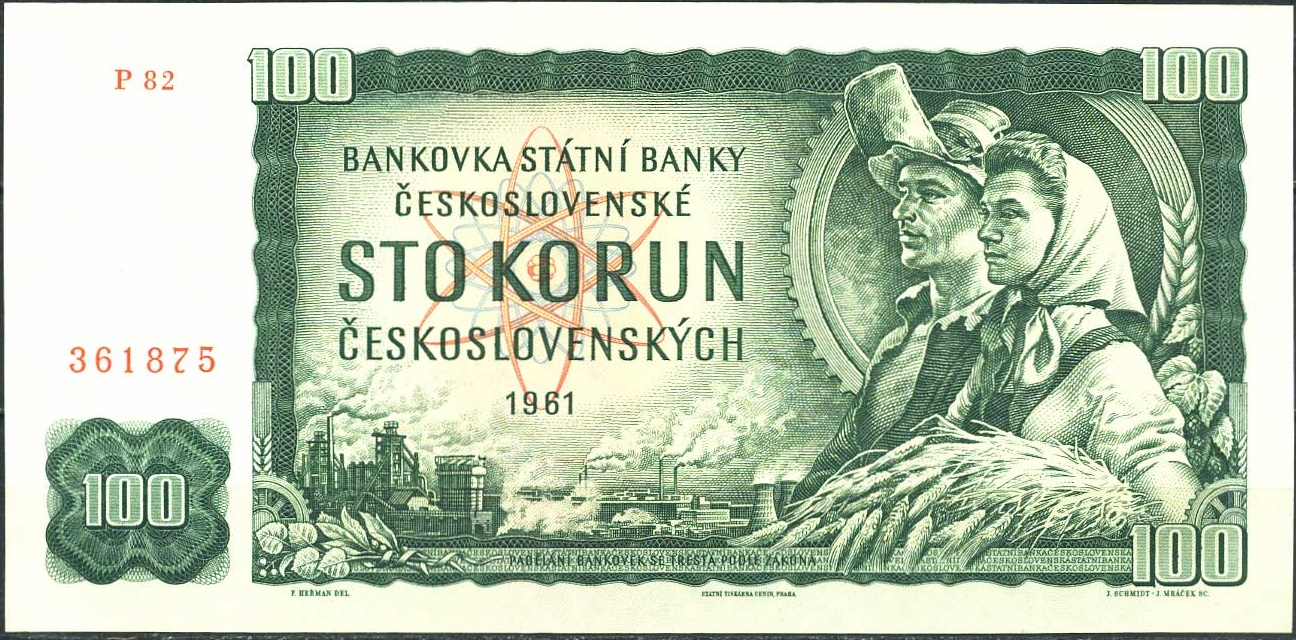
Billet de Tchécoslovaquie, 1961

Les facteurs explicatifs de cette faible performance économique sont multiples : mauvais temps pour l'agriculture, annulation de commandes par la Chine à la suite de la dispute sino-soviétique. Toutefois, certains réformistes commencent à mettre en cause les pesanteurs inhérentes au système soviétique de planification centralisée… Ils avancent que l'application dogmatique du modèle soviétique est inadaptée aux conditions économiques tchécoslovaques pour les raisons suivantes :
- le pays est déjà industrialisé, il dispose de peu de ressources et d'un marché intérieur limité, ce qui le rend dépendant du commerce extérieur à plus d'un titre ;
- le modèle soviétique est basé sur un développement extensif, comme de construire de nouvelles usines, et non sur un développement intensif dans lequel les processus de production sont modernisés, des innovations introduites et la productivité améliorée marginalement ;
- les pressions pour développer les investissements liés aux industries d'armement dans les années 1950 au détriment de la consommation, qui a moins cru que le produit national, ont provoqué des tensions inflationnistes dont la résultante est une épargne forcée de la population ;
- les usines et entreprises de bâtiment et travaux publics sont forcées de constituer des stocks importants (qui ont un coût) pour compenser les aléas de livraison dus aux lourdeurs du système ;
- certains des projets d'investissement absorbent pour une trop longue période des sommes trop importantes et des moyens financiers rendus improductifs ;
- les investissements inadéquats dans l'agriculture sont responsables de sa faible productivité ;
- la vérité des prix pose aussi problème ; établis en fonction de critères souvent politiques résultant de luttes intestines, ils ne reflètent ni la rareté ni les coûts de production, n'ont pas de relation entre eux et sont découplés des prix mondiaux ;
- l'innovation n'est pas encouragée et aucun benchmarking alternatif n'existe pour évaluer l'efficacité d'un projet d'investissement.

#### Tentative de réforme économique
Au début des années 1960, certains économistes tchécoslovaques ont analysé ces problèmes et ont offert des solutions. En octobre 1964, le parti publie les principes pour une réforme économique majeure et, au début de 1965, il commence à mettre en œuvre certaines des mesures recommandées. En juin 1966, le treizième congrès du parti communiste donne son feu vert au nouveau programme appelé « nouveau modèle économique » (qui rappelle quelque peu la NEP léniniste de 1921). 
Implantée en 1967, elle catalyse en partie le changement politique du Printemps de Prague en 1968. Cette réforme comporte de multiples facettes dont certaines (faute de temps) ne seront jamais mises en place, son principe de base étant de réduire le rôle et le pouvoir du Comité de planification centrale et de donner une plus grande marge de manœuvre aux responsables des entreprises :
- le rôle du Comité de la planification centrale est consultatif et se limite à la définition des objectifs à long terme et aux orientations stratégiques ;
- les entreprises sont libres de définir leurs objectifs à court terme ;
- les entreprises ont un devoir de rentabilité et doivent réaliser des profits sur leur production ;
- l'État doit graduellement cesser les subventions, les canards boiteux sont condamnés à terme ;
- réaliser des profits, plutôt que de remplir les objectifs quantitatifs et qualitatifs du Plan, devient le critère d'évaluation des entreprises ;
- l'appareil de production sera progressivement mis en compétition avec la concurrence internationale afin qu'il augmente sa productivité et baisse ses prix ;
- afin d'acquérir des devises, les exportations vers l'Ouest sont encouragées ;
- un système de fixation des prix plus réaliste doit remplacer la fixation centralisée ; les prix doivent refléter les coûts de production réels, offre et demande tant locale que mondiale ;
- les investissements doivent être financés par les entreprises elles-mêmes via le recours à l'emprunt portant intérêt et doivent justifier d'un retour sur investissement afin que cesse la gabegie des ressources financières ;
- finalement, les salaires doivent être revus pour que cesse l'égalitarisme et un intéressement basé sur la performance individuelle ou de l'entreprise doit être introduit.

De plus, le gouvernement fusionne certaines entreprises selon un principe sectoriel ressemblant fort aux trusts ou aux cartels, dirigés par des « directoires de branche ». Ces grandes unités de production forment un lien intermédiaire entre les entreprises et les ministères et constitue en quelque sorte un contre-pouvoir économique. Au printemps 68, le gouvernement autorise les entreprises à inciter les travailleurs à participer au management de leur société via des comités d'entreprise.
C'est le versant économique du socialisme à visage humain, il ne vise pas l'économie de marché ni le renversement du socialisme, mais constitue un réformisme socialiste. Une partie seulement de ce programme de réforme est implémentée lorsqu'en août 1968, les armées du Pacte de Varsovie envahissent le pays et que la ligne dure du parti reprend le timon du pouvoir, mettant un terme à cette tentative réformiste. C'est ce qu'on appelle la « Normalisation » ou le retour à la normale.
Les frontières vers l'Ouest sont brièvement ouvertes à la fin de l'été 1968. On estime qu'environ cent mille citoyens quittent alors le pays, qui perd ainsi une partie de son intelligentsia, parmi les plus jeunes et les plus éduqués. Cette émigration massive ne sera pas sans conséquence sur le développement futur du pays.
À la fin des années 1960 et au début des années 1970, la Tchécoslovaquie croît à un rythme respectable de 6,9 % par an, bien au-delà des objectifs du Plan situés entre 4,1 et 4,4 %.

### Normalisation: années 1970
La « Normalisation » (Normalizace) décrit la reprise en main du parti et des organes politiques par la ligne dure du parti communiste tchécoslovaque après le Printemps de Prague et son socialisme à visage humain. Au niveau économique, cette même reprise en main a lieu dans un typique mouvement de balancier entre tentative de réforme et durcissement : après un relatif assouplissement des règles (pour la fixation des prix, les décisions d'investissement, etc.), la planification centralisée est renforcée, améliorée marginalement par l'introduction d'indicateurs de qualité, de productivité, d'efficience et d'innovation dans les plans présentés par les unités de production au lieu de se concentrer sur le seul aspect quantitatif.
Le cinquième plan quinquennal (1971-75) porte quelques fruits avec une croissance soutenue du PNB (5,7 % par an), supérieure aux objectifs initiaux (5,1 % par an). Les salaires, les revenus et la consommation privée augmentent alors et il n'est pas interdit de penser que les autorités communistes « achètent » la paix sociale après la réaction contre le Printemps de Prague et se concentrent enfin sur les attentes de la population en termes de biens d'équipement (télévision, électroménagers, automobile, etc.). L'agriculture reste le point faible de l'économie même si l'autosuffisance est presqu'atteinte pour la production de viande et semble réalisable pour la production de céréales. La mécanisation des campagnes est poursuivie et les salaires des agriculteurs réévalués.
En contraste, le sixième plan quinquennal (1976-80) est une déception : le ralentissement de la croissance est nettement perceptible et atteint 3,7 % par an contre des objectifs de 4,9 %. La sécheresse de 1976, le rigoureux hiver de 1979 et les inondations de la même année compromettent les récoltes tandis qu'en parallèle, la pénurie de pièces de rechange pour les machines agricoles et la mauvaise qualité des engrais entravent le développement du secteur agricole. Des importations de blé sont rendues nécessaires. La croissance de la consommation des ménages est minime, atteignant à peine 0,5 % en 1979, sans doute freinée par le rattrapage des prix au détail, dont l'inflation est de 11 % sur le quinquennat. La lecture du courrier des lecteurs dans les journaux nous renseigne sur les doléances des consommateurs qui se plaignent de la pénurie de produits de base comme la viande, le lait et les légumes. En dépit des investissements qui restent soutenus et qui renforcent la croissance, particulièrement dans l'extraction minière et dans l'équipement de centrales nucléaires, l'état de l'appareil de production industrielle ne cesse de se dégrader et pose un problème réel aux planificateurs économiques.
La balance du commerce extérieur ne cesse également de se dégrader sur la période. Le premier choc pétrolier de 1973 pousse l'Union soviétique à augmenter le prix du brut et le prix des matières premières, dont dépend l'industrie de transformation tchécoslovaque, augmente plus rapidement que ceux des biens intermédiaires (essentiellement des machines) qu'elle exporte, résultant en une dégradation des termes de l'échange. Les responsables du parti et du gouvernement, désireux de limiter l'endettement extérieur, tentent alors de donner la priorité aux biens destinés aux exportations sur ceux destinés à la consommation intérieure dans les objectifs globaux de production afin de couvrir la facture énergétique. Cela les conduit à réduire fortement l'importation de biens en provenance des pays non communistes.

### Intensification: 1980-1985
Au début des années 1980, le développement économique est entravé, fait reconnu par les économistes, par les responsables politiques et par la société civile dans son ensemble. Les usines du pays sont, pour la plupart, obsolètes, les ressources en matières premières se font rares et l'indépendance énergétique du pays ne fait qu'empirer.
Les économistes chargés de la planification dressent des objectifs de croissance modestes pour le septième plan quinquennal (1981-85), allant jusqu'à les réviser à la baisse lors de la deuxième année. L'« intensification » de l'économie devient le mot d'ordre — il convient d'optimiser la consommation d'intrants et d'intensifier l'économie d'énergie. Malgré cela, les résultats ne sont pas à la hauteur des objectifs : 1,7 % de baisse de la consommation énergétique contre un but de 2 % durant le quinquennat et ce, dans un climat de relative stagnation économique.
Plusieurs tendances, en effet, vont à l'encontre du développement de l'économie : les économies occidentales entrent en récession à la suite du Deuxième choc pétrolier, l'URSS limite ses exportations de pétrole vers les pays frères et annonce un objectif de baisse de 10 % en 1981 et en augmente les prix destinés aux pays du Comecon (liés à une formule quinquennale, le prix du baril soviétique augmente dans les années 1980 avec un retard pris sur la hausse mondiale des prix en 1979), ce qui affecte 16,4 millions des 16,6 millions de tonnes de pétrole brut importé par la Tchécoslovaquie. À la suite des troubles en Pologne, les banques occidentales limitent le crédit aux pays socialistes en 1982, ce qui influe encore plus négativement sur le commerce extérieur tchécoslovaque.

#### Seconde tentative de réforme économique
La mauvaise performance de l'économie au début des années 1980 persuade les dirigeants du parti qu'un changement est nécessaire. Aussi, dans le cadre du septième plan quinquennal, en 1981, un train de réformes limitées est introduit, intitulé « Mesures pour améliorer le système du management économique national planifié après 1980 ». Sous un habillage conservateur et introduites sans tambour ni trompette, elles correspondent à celles des années 1960 tout en conservant la planification centralisée. Un an plus tard, en 1982, une réforme de l'agriculture supprime l'effet comminatoire des objectifs de production et permet plus d'initiatives pour la direction des coopératives agricoles.
Les observateurs occidentaux ont constaté le peu d'effet de ces réformes : elles ne sont pas suffisantes pour enclencher la modernisation de la production et pour apporter les gains de productivité recherchés par l'appareil du parti tchécoslovaque.

### Tournant structurel: 1986-1989

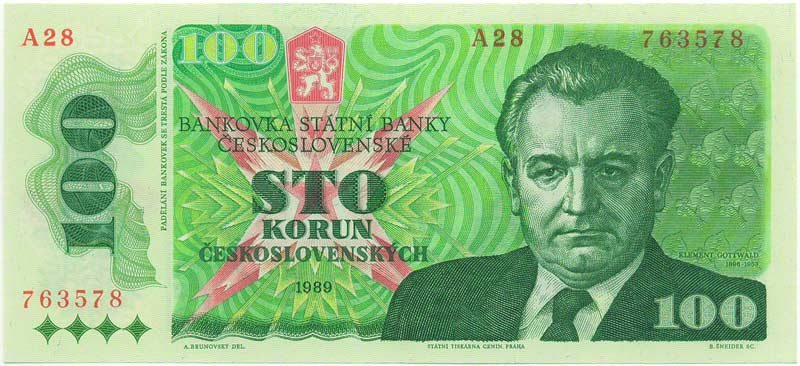
Billet de Tchécoslovaquie avec Klement Gottwald, 1989

Le huitième plan quinquennal se concentre sur une « intensification » de l'économie où il faut améliorer la qualité et le niveau technologique de la production, baisser les coûts des intrants énergétiques et des matières premières, hausser la productivité, accélérer l'innovation technologique, renforcer la discipline et poursuivre le changement « structurel » d'une industrie de transformation gourmande en énergie vers une industrie du savoir et des technologies avancées. L'objectif est une croissance du PNB de 3,5 % par an, soit 19 % sur le quinquennat ; 3 % par an pour l'industrie et 15,8 % sur la période ; la consommation des ménages est une fois de plus sacrifiée avec un objectif de croissance de 11,9 % seulement. Aussi modestes furent-ils, ces objectifs sont supérieurs aux résultats de 6,9 % de croissance lors du quinquennat précédent. Les objectifs fixent une croissance de l'investissement à 10,4 % contre les 2,5 % précédemment atteints entre 1981 et 1985. Ils se concentrent dans les industries jugées prioritaires :
- machine-outil ;
- électronique ;
- chimie et métallurgie ;
- construction de centrales nucléaires ;
- extension du réseau de distribution du gaz naturel.

L'intensification du commerce extérieur doit, toujours selon les objectifs, permettre le désendettement auprès de l'Ouest (la Tchécoslovaquie a une dette relativement modeste de 2 milliards de dollars).
L'économie ne se développe toujours pas assez rapidement aux yeux des dirigeants communistes et, plutôt que d'entamer une énième réforme minant leur crédibilité et celle, finissante, du système de production centralisée, ils expérimentent, en 1987, une réforme en permettant une liberté quasi totale à 120 entreprises industrielles qui ne reçoivent du Comité de planification centrale que quelques indicateurs clés, qui peuvent innover et chercher de nouvelles méthodes de production, gérer leurs propres finances — en bref, qui peuvent se comporter comme toute entreprise capitaliste dont l'actionnaire limite un peu la liberté du management. Cela est très audacieux par rapport au « train de mesures » de 1981 et relativement timide par rapport aux réformes lancées par Mikhaïl Gorbatchev, en URSS.

## Analyse sectorielle

### Industrie
Voir : Industrie en Tchécoslovaquie (en)
- Tatra (entreprise)
- Škoda Auto
- Usines Škoda

### Agriculture
Voir : Agriculture de la Tchécoslovaquie (en)

### Commerce extérieur
Voir : Commerce extérieur de la Tchécoslovaquie (en))

## Finances publiques et secteur bancaire

### Devise
La couronne tchécoslovaque (ceskoslovenská koruna, abrégée en Kcs) est la devise nationale. En 1986, la monnaie devient convertible sous certaines conditions et au taux de change officiel. La violation des règles de change est un crime sévèrement puni. La couronne doit être utilisée dans le pays et ne peut être ni exportée ni échangée librement. En 1987, le taux de change officiel est de 5,4 Kcs pour un dollar ; le taux de change officieux offert aux touristes est de 10,5 Kcs pour un dollar. La définition légale de la monnaie, basée sur l'étalon-or, est de 123 milligrammes d'or, ce qui permet une certaine continuité dans l'analyse des données économiques.

### Secteur bancaire
À la tête du secteur bancaire du pays veille la banque d'État de Tchécoslovaquie (aujourd'hui scindée entre la Banque nationale tchèque et la Banque nationale de Slovaquie), banque centrale du pays, agent financier du gouvernement, banque de commerce du pays, banque d'investissement et chambre de compensation des transferts. Au titre de banque centrale, elle supervise également les autres banques du pays :
- la ČSOB, banque de commerce tchécoslovaque, est principalement une banque des transactions en devises avec l'étranger ;
- trois banques de dépôts qui complètent le paysage bancaire.

Le secteur bancaire est le bras financier du plan ; il accorde des crédits d'investissement là où le plan décide qu'ils sont prioritaires et les limite ailleurs. Ces lignes de crédits sont approuvées par les autorités centrales de la planification et la banque centrale est chargée de son application. L'essentiel de ces crédits, cependant, est absorbé pour financer le besoin en fonds de roulement des entreprises. À l'évidence, la banque centrale n'a aucune indépendance.
La banque centrale fixe le taux d'intérêt directeur, utilisé dans les opérations de crédit, mais il ne reflète en rien le coût du capital et n'influence pas le crédit. Dans les années 1970, différents taux directeurs sont mis en place : bas pour les entreprises qui modernisent leur outil de production, usuriers pour les entreprises qui dévient des objectifs du plan. Les lignes de crédits sont accordées en priorité à l'industrie, suivie de l'agriculture, de la construction et du commerce de détail.
La position inféodée de la banque centrale permet aux autorités de la planification de mettre en place des mesures économiques correctrices. Ainsi, en 1953, face aux pressions inflationnistes, l'épargne de la population est décimée par la réforme monétaire. Après cette expérimentation, les officiels tchécoslovaques mettent en place un contrôle strict de l'investissement et font en sorte que les salaires croissent en termes réels. Néanmoins, dès les années 1970, la détérioration de la balance commerciale, les problèmes structurels de l'économie et les besoins intenses de financements industriels freinent la croissance de la consommation.

### Inflation et prix
La mise en place du modèle soviétique de planification centralisée introduit un biais inflationniste systématique dans l'économie. L'inflation n'apparaît pas en termes de prix (qui sont contrôlés, à l'exception des fruits et légumes issus de la production privée), mais en termes d'épargne forcée de la part de la population incapable d'acheter les biens de consommation au prix fixé et qui se retrouvent en pénurie. Les autorités, tout d'abord réticentes, font des ajustements graduels (à la hausse) des prix, surtout à partir des années 1970. C'est alors qu'en 1982, les prix alimentaires subissent une hausse brutale.

### Budget et impôts
Le budget joue également un rôle important pour atteindre les objectifs de la politique économique du gouvernement communiste. Nous disposons de peu d'informations à ce sujet, le gouvernement ne publiant pas ou peu les chiffres du budget. Les observateurs occidentaux croient cependant que le recours au déficit budgétaire est moins fréquent que les excédents.
Les revenus de l'État proviennent essentiellement de la taxe sur le chiffre d'affaires des entreprises, l'impôt sur le revenu des personnes physiques restant marginal de même que les droits de douane et quelques taxes agricoles. Une partie de ces impôts est redistribuée aux entreprises sous forme de subventions.
La taxe sur le chiffre d'affaires, en provenance de l'URSS et implantée en 1953, est une méthode simple pour collecter des fonds sans nécessiter des techniques comptables ou de facturation compliquées (comme la TVA). Elle perd de son importance dans les années 1960 quand d'autres sources d'imposition sont créées. Elle est, dans les faits, un mélange d'impôt sur les sociétés (en théorie taxe sur le prix de vente, elle prend en compte des éléments de bénéfice : elle est calculée sur la différence entre le prix de vente, décidé centralement, et le coût de production, également contrôlé par l'État) et de droit d'accise (plus élevé pour le tabac, l'alcool, l'habillement ou le sucre que pour les produits de première nécessité).
Autonomes en théorie, les entreprises d'État voient le prix de vente de leur production fixé centralement, la quantité à produire décidée par leur ministère de tutelle, les salaires de leurs ouvriers hors de leur portée de négociation et les coûts d'achat de leurs marchandises fixés et également non-négociables… autant dire que les managers communistes ont peu à manager ! Dans les années 1950, le gouvernement (qui contrôle les banques) a fait main basse sur tous les surplus financiers des entreprises. En 1958, une réforme autorise les entreprises à gérer le surplus d'exploitation, mais la mainmise du gouvernement reste omniprésente ; une seconde tentative dans les années 1980 pour encourager la modernisation de l'appareil de production ne produira, on l'a vu, pas plus d'effets en termes de motivation des élites économiques.